# Vetenskapsåret 1981

## Händelser

### Arkeologi
- 10 januari - Två urgamla egyptiska mumier röntgenundersöks vid Karolinska sjukhuset, då forskarna vill veta mer om de gamla egyptiernas liv och varför så många av dem dog i unga år.[1]
- 9 december - I Sverige meddelas två cirka 10 000 år gamla hällristningar ha upptäckts i Bohuslän, dels i Bärfendal och dels i Dingle.[1]

### Astronomiochrymdfart
- 1 mars – Det meddelas att tre nya galaxer på ett avstånd av tio miljarder ljusår upptäckts vid University of California, Santa Cruz.[1]
- 22 mars – Sovjetunionen skjuter iväg rymdfarkosten Sojuz 39, med sovjetiska kosmonauten Vladimir Dzjaibekov samt Zjugderdemidijn Gurragtja från Mongoliet.[1]

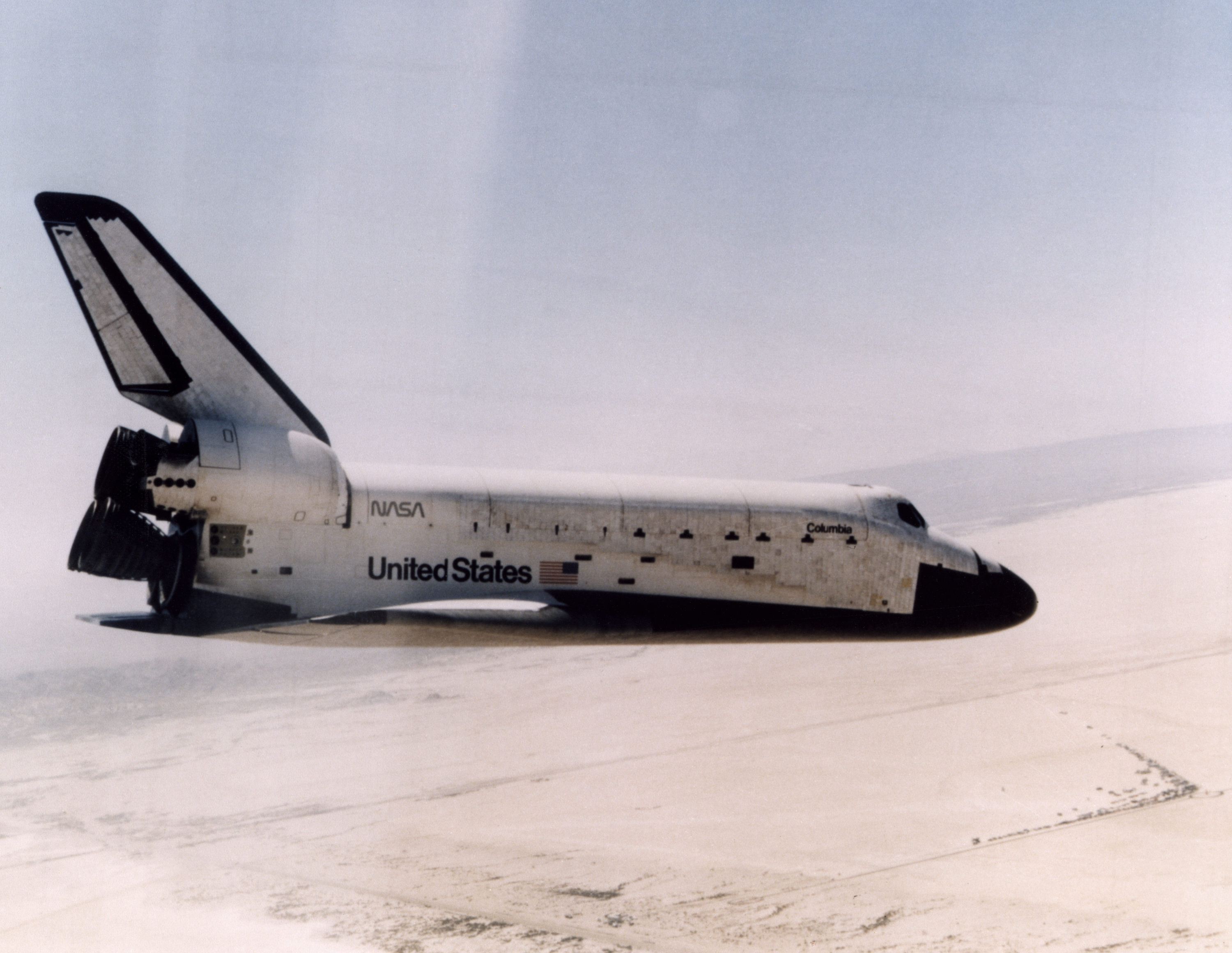
Columbia.

- 12 april - Columbia blir den första rymdfärjan som skjuts upp. Uppdraget kallas STS-1, och återvänder hem till jorden efter två dagar [2].
- 26 maj - Sovjetiska Sojuz T-4 landar i Dzjeskazgan efter att kosmonauterna Vladimir Kovaljonok och Viktor Savinith tillbringat 75 dygn på Saljut 6.[1]
- 11 juni – Amerikanska havslaboratoriet i Washington meddelar att jorden för första gången sedan 1955 börjat öka något i rotationshastigheten, vilken minskat under årmiljonernas lopp på grund av månens dragningskraft på oceanerna, och att jorddygnet sedan dess blivit ungefär en timme längre.[1]
- 26 augusti – Voyager 2 passerar Saturnus.[1]
- 12 november - Rymdfärjan Columbia lyfter för andra gången[1] och blir därmed den första rymdfarkost som återanvänds.

### Fysik
- 26 september – 53-årige svensken Hans Blix utses till ny chef för IAEA från 1 december 1981.[1]

### Geologi
- 8 augusti – Det första dyamantfyndet någonsin i Sverige rapporteras, då en liten diamant hittats på Alnön.[1]

### Medicin
- 1 januari - En ny sjukhuslag i Sverige ger sjukhusen rätt att vägra lämna ut uppgifter om intagna patienter.[1]
- 7 maj - Forskare vid Internationella institutet för genetik och biofysik i Neapel meddelas ha lyckats överföra mänskliga arvsanlag till bakterier.[1]
- 23 maj - Professor Inga Marie Nilsson får Anders Jahres medicinska pris för sina studier om blödarsjuka.[1]
- 3 juni - Sveriges riksdag beslutar att alla kvinnor i Sverige som misstänker eller oroar sig för bröstcancer skall ha rätt till mammografi. Dock måste pågående försöksverksamhet utvärderas först.[1]
- 18 juni - Fluorberedningen i Sverige, som tillsattes 1977, menar i ett betänkande att dricksvattnet i Sverige inte bör förses med fluor för att förebygga karies, då detta skulle innebära alltför stort ingrep i individens frihet.[1]
- 11 september - I Sverige godkänner Socialstyrelsens läkemedelsnämnd att preventivsprutan Depo-Provera används.[1]
- 10 september - Från en kongress för fettforskare i Chicago meddelas att stora doser A-vitamin kan bli framtida komplement i behandlingen av bröst- och lungcancer.[1]

## Pristagare
- Bigsbymedaljen: Alan Gilbert Smith [3]
- Copleymedaljen: Peter Mitchell
- Ingenjörsvetenskapsakademien utdelar Axel F. Enströmmedaljen till Holger Crafoord och Stora guldmedaljen till Ingvar Jung
- Nobelpriset: [4]
  - Fysik: Nicolaas Bloembergen, Arthur L. Schawlow, Kai Siegbahn
  - Kemi: Kenichi Fukui, Roald Hoffmann
  - Fysiologi/Medicin: Roger W. Sperry, David H. Hubel, Torsten Wiesel
- Steelepriset: Oscar Zariski, Nelson Dunford, Jacob Schwartz, Eberhard Hopf
- Turingpriset: Edgar F. Codd
- Wolfpriset:
  - Agrikultur: John Almquist, Henry Lardy, Glenn Salisbury
  - Fysik: Freeman Dyson, Gerard Hooft, Victor Weisskopf
  - Kemi: Joseph Chatt
  - Matematik: Lars Ahlfors, Oscar Zariski
  - Medicin: Barbara McClintock, Stanley Cohen
- Wollastonmedaljen: Robert Minard Garrels [5]

## Födda
- 1 maj – Jonas Sjöstrand, svensk fysiker.

## Avlidna
- 5 januari – Harold Urey, 87, amerikansk kemist, nobelpristagare.
- 9 mars – Max Delbrück, 74, tysk-amerikansk biofysiker, nobelpristagare.
- 11 maj – Odd Hassel, norsk kemist, 83, nobelpristagare.
- 8 september – Hideki Yukawa, 74, japansk fysiker, nobelpristagare.
- 22 november – Hans Krebs, 81, tysk-brittisk biokemist, nobelpristagare.

### Fotnoter
1. 1 2 3 4 5 6 7 8 9 10 11 12 13 14 15 16 17   Horisont 1981. Bertmarks
2. ↑  100 år med Aftonbladet – 1981, 1999
3. ↑  ”Geological Society”. Arkiverad från originalet den 5 juni 2011. https://web.archive.org/web/20110605101836/http://www.geolsoc.org.uk/gsl/society/history/page753.html. Läst 13 april 2011.
4. ↑  ”Nobelpriset”. http://nobelprize.org/nobel_prizes/lists/all/index.html. Läst 10 april 2011.
5. ↑  ”Geological Society”. Arkiverad från originalet den 5 juni 2011. https://web.archive.org/web/20110605102217/http://www.geolsoc.org.uk/gsl/society/history/page750.html. Läst 14 april 2011.